# Флаг Стерлибашевского района
Флаг муниципального образования Стерлиба́шевский район Республики Башкортостан Российской Федерации — опознавательно-правовой знак, служащий официальным символом муниципального образования.
Флаг утверждён 17 июля 2006 года и внесён в Государственный геральдический регистр Российской Федерации с присвоением регистрационного номера 3013.

## Описание
«Прямоугольное полотнище с соотношением ширины к длине 2:3, состоящее из двух горизонтальных полос: верхней синего цвета шириной 4/5 ширины полотнища и нижней жёлтого цвета; в центре синей полосы раскрытая книга белого цвета, поверх которой хлебный колос на длинном лиственном стебле жёлтого цвета».

## Обоснование символики
Основной фон флага — тёмно-синий, который символизирует красоту, величие, верность, доверие, а также развитие, движение вперёд. На этом фоне изображена раскрытая книга, которая символизирует исторический факт расположения в селе Стерлибашево знаменитого медресе. В нём обучались известные личности XVIII—XIX веков разных национальностей — духовные деятели, литераторы, учёные-просветители, преподаватели. В числе окончивших Стерлибашевского медресе Мифтахетдин Акмулла — поэт, философ, просветитель, призывающий башкир к знаниям.
В центре книги золотой колос олицетворяющий жизнеутверждающую силу народа, благополучие, добытое трудом.
Золотая (жёлтая) полоса — символ золотых полей района.